# Carlotta Cosials
Carlotta Cosials (Madrid, 8 d'abril de 1991) és una cantant i actriu espanyola. És la vocalista principal i creadora, junt amb Ana García Perrote, del grup de garage madrileny Hinds; conegut, en els seus inicis, amb el nom de Deers. El grup va guanyar el Converse Make Noise Malasaña 2014 —festival que va impulsar la seva carrera musical. El seu primer disc, titulat Leave Me Alone, va rebre molt bones crítiques internacionals com ara la del semanari NME.
El treball de Carlotta Cosials com a actriu s'ha desenvolupat principalment a la televisió.
| Pel·lícules i Sèries de Televisió | Pel·lícules i Sèries de Televisió  | Pel·lícules i Sèries de Televisió | Pel·lícules i Sèries de Televisió                               |
| Any                               | Títol                              | Paper                             | Notes                                                           |
| --------------------------------- | ---------------------------------- | --------------------------------- | --------------------------------------------------------------- |
| 1998                              | Compañeros                         | Verónica                          | Personatge a l'episodi ("Tienes contenta a la hormiga atómica") |
| 2008                              | Cuenta atrás                       | Eva                               | Personatge a l'episodi ("Lago Castiviejo, 22:45 horas")         |
| 2010                              | Els protegits                      | Paqui                             | Personatge secundari                                            |
| 2011                              | Punta Escarlata                    | Anabel                            | Personatge Secundari                                            |
| 2012                              | Cuéntame cómo pasó                 | Vero                              | Personatge Secundari                                            |
| 2013                              | "Esto no es una cita, la película" | Silvia                            | Personatge de repartiment                                       |